# Чуфан Мазинский
Чуфан (Чупан) Мазинский (лезг. Мацар Амир Чуфан; X) — амир мазинский, предок династии Кайтагских правителей (уцмиев). Был амиром Мазы и ряда соседних с Маза лезгинских сел Самурской долины. Его правнук — Амирчуфан переселился с Мазы в Башлы.

## Правление
В пространной редакции «История Маза» говорится, что потомки дядей пророка Мухаммада — Хамзы и Аббаса — «выступила из светлейшей Медины и благороднейшей Мекки по прошествии двухсот лет после хиджры с двумя тысячами бойцов из своего рода». Они прошли путь Аравия — Шам — Миср — Шарван. «Тарих Дагестан» описывает их путь следующим образом: Аравия — Шам — Константинополь — Индия — Ширван.
Согласно «Родословной» Рустамхана, уцмия Кайтага, эмир Чупан являлся сыном Алибека, сына Мухаммада, сына Абдалазиза, сына Аглаба, сына Муслима (вар.: Салмий), сына Салаба, сына Абу Салима, сына Абдалмалика, сына шейха Абу Исхака Ибрахима. Тарихи Дагестана даёт полную родословную предков Чубана и Шамхала, правившего на тот момент: «Шамхал… был сыном Амир-хамзы, сына Султанахмада, сына Ханмухаммада, сына ал-Вали, сына Хала, сына Фаридуна, сына Амирсултана, сына Султанали-бека, сына Абдалазиза, сына Аглаба, сына Амирчуфана, сына Амирмухаммада, сына Гази Абу-л-Фатха, сына Муслима, сына Абдалмалика, сына Ибрахима, сына Исхака, сына Мансура, сына Касима, сына Йакуба, сына Умара, сына Насиба, сына Сулаймана…».
Махмуд из Хиналуга приводит их родословную к Аббасу, дяде Пророка: «Аглаб, сына Муслима, сына Салаба, сына Абу Муслима, сына Абдулмалика, сына Ибрахима, сына Абу Исхака, сына Абдуллаха, сына Шаби, сына Сулеймана, сына Гияса, сына Мансура, сына Джафара, сына Касима, сына Аммара, сына Хамзы, сына Абдуллаха, сына Аббаса».
Генеалогии сходятся в том, что у эмира Чубана и Шам Хала общий предок по мужской линии — Абдулазиз ибн Аглаб, который в свою очередь является потомком Абдулмалика, сына шейха Абу Исхака Ибрахима, который потомок то ли Хамзы, то ли Аббаса, дядей Пророка.
Чуфан выдал свою дочь замуж за правителя Табасарана, сам эмир Чуфан женился на его дочери. Этим брачным союзом, взаимовыгодным, они достигли соглашения о братской дружбе. Затем они с трудом захватили село Маза, в конце X века, которое было огромным горным поселением, расположенным очень высоко в горах Ширвана. Часть потомков осталась в этом селе.
С двумя эмирами Куруша, Исмаилбеком и Хасанбеком, он заключил договор, после взял харадж, джизью и ушры (в «списке Ж» упомянут ещё и закят) со всех горцев вплоть до округов города Шамахи.
После его смерти, престол унаследовал его сын — Сурака.